# Selezioni giovanili della nazionale femminile di pallavolo di Trinidad e Tobago
Le selezioni giovanili della nazionale femminile di pallavolo di Trinidad e Tobago sono gestite dalla federazione pallavolistica di Trinidad e Tobago (TTVF) e partecipano ai tornei pallavolistici internazionali per squadre nazionali femminili limitatamente a specifiche classi d'età.

## Under 23
La selezione nazionale under 23 rappresenta Trinidad e Tobago nelle competizioni internazionali dove il limite di età è di 23 anni.
| 2012 | non qualificata |
| 2014 | 8º posto        |
| 2016 | 6º posto        |
| 2018 | non qualificata |
| 2021 | 7º posto        |

## Under 21
La selezione nazionale under 21 rappresenta Trinidad e Tobago nelle competizioni internazionali dove il limite di età è di 21 anni.
Non ha ancora preso parte ad alcuna competizione ufficiale.

## Under 20
La selezione nazionale under 20 (sostituita a partire dal 2022 dall'under 21) rappresentava Trinidad e Tobago nelle competizioni internazionali dove il limite di età era di 20 anni.
| 1998 | non qualificata |
| 2000 | non qualificata |
| 2002 | non qualificata |
| 2004 | 7º posto        |
| 2006 | 8º posto        |
| 2008 | 8º posto        |
| 2010 | 9º posto        |
| 2012 | 8º posto        |
| 2014 | non qualificata |
| 2016 | non qualificata |
| 2018 | non qualificata |

## Under 19
La selezione nazionale under 19 rappresenta Trinidad e Tobago nelle competizioni internazionali dove il limite di età è di 19 anni.
Non ha ancora preso parte ad alcuna competizione ufficiale.

## Under 18
La selezione nazionale under 18 (sostituita a partire dal 2022 dall'under 19) rappresentava Trinidad e Tobago nelle competizioni internazionali dove il limite di età era di 18 anni.
| 1998 | non qualificata |
| 2000 | ?               |
| 2002 | non qualificata |
| 2004 | non qualificata |
| 2006 | non qualificata |
| 2008 | 6º posto        |
| 2010 | 8º posto        |
| 2012 | 6º posto        |
| 2014 | 7º posto        |
| 2016 | non qualificata |
| 2018 | non qualificata |